# Osamu Nagayama
Osamu Nagayama (nacido el 21 de abril de 1947) es el presidente y director ejecutivo de Chugai Pharmaceutical Co. , una de las mayores compañías farmacéuticas del Japón.
También es presidente de la junta directiva de Sony Corporation.
Nagayama es japonés. Obtuvo su licenciatura de la Universidad de Keio en 1971, donde estudió en la Facultad de Negocios y Comercio. Él comenzó su carrera profesional en 1971 en el Long-Term Credit Bank de Japón. Se unió Chugai Pharmaceutical Co., Ltd., en noviembre de 1978.
Nagayama es miembro de la junta directiva del Centro Internacional para Menores Desaparecidos y Explotados (ICMEC), una organización mundial sin fines de lucro que combate la explotación sexual infantil , la pornografía infantil y el secuestro de niños.